# Игрушка для взрослых
«Игрушка для взрослых» (англ. Made for Love, буквальный перевод — «Создан для любви») — американский телесериал в жанре чёрной комедии на основе одноимённого романа Алисы Наттинг. Главные роли в нём сыграли Кристин Милиоти, Билли Магнуссен и Рэй Романо. Премьерный показ проходил на HBO Max с 1 по 15 апреля 2021 года (первый сезон) и с 28 апреля по 19 мая 2022 года (второй сезон).

## Сюжет
Главная героиня сериала, женщина по имени Хейзел Грин, после 10 лет брака сбегает от мужа, миллиардера-изобретателя с социопатическими наклонностями. Она выясняет, что супруг вживил ей в мозг чип, благодаря которому может следить за её жизнью и чувствами. Хейзел возвращается к отцу, живущему в пустыне с искусственным партнёром, и пытается спастись от преследования.
Литературной основой сценария стал роман американской писательницы Алисы Наттинг.

## В ролях
- Кристин Милиоти — Хейзел Грин
- Билли Магнуссен — Байрон
- Рэй Романо — Герберт Грин
- Калеб Фут — Беннет Хобс
- Дэн Баккедал — Херрингбон
- Нома Думезвени — д-р Ходек
- Ким Уитли — Юдифь
- Эшли Мадекве — Зельда
- Крис Диамантопулос — агент Хэнк Уолш
- Трэвис Ван Винкл — Аарон Бенсон
- Пола Абдул — камео[2]

## Список эпизодов

### Сезон 1 (2021)
| № общий | № в сезоне | Название                                                                   | Режиссёр     | Автор сценария                                            | Дата премьеры  | Зрители в США (млн) |
| ------- | ---------- | -------------------------------------------------------------------------- | ------------ | --------------------------------------------------------- | -------------- | ------------------- |
| 1       | 1          | «Пользователь №1» «User One»                                               | Стефани Лэнг | Алисса Наттинг Дин Бакопулос Патрик Сомервиль Кристина Ли | 1 апреля 2021  | TBA                 |
| 2       | 2          | «Я требую развод» «I Want a Divorce»                                       | Алетиа Джонс | Алисса Наттинг Дин Бакопулос Патрик Сомервиль Кристина Ли | 1 апреля 2021  | TBA                 |
| 3       | 3          | «Любовь — штука странная» «I Want This Thing Out of My Head»               | Алетиа Джонс | Алисса Наттинг и Сара Солемани                            | 1 апреля 2021  | TBA                 |
| 4       | 4          | «Я хочу новую жизнь» «I Want a New Life»                                   | Стефани Лэнг | Ким Стил и Сара МакКэррон                                 | 8 апреля 2021  | TBA                 |
| 5       | 5          | «Я требую адвоката» «I Want a Lawyer»                                      | Стефани Лэнг | Кристина Ли                                               | 8 апреля 2021  | TBA                 |
| 6       | 6          | «Я хочу знать, что тебе не всё равно» «I Want You to Give a F*** About Me» | Стефани Лэнг | Сара МакКэррон и Сара ЛаБри                               | 8 апреля 2021  | TBA                 |
| 7       | 7          | «Я хочу чувствовать себя нормально» «I Want to Feel Normal»                | Стефани Лэнг | Алисса Наттинг                                            | 15 апреля 2021 | TBA                 |
| 8       | 8          | «Давай встретимся» «Let's Meet»                                            | Стефани Лэнг | Алисса Наттинг Патрик Сомервиль Кристина Ли               | 15 апреля 2021 | TBA                 |

### Сезон 2 (2022)
| № общий | № в сезоне | Название                                                          | Режиссёр         | Автор сценария               | Дата премьеры  | Зрители в США (млн) |
| ------- | ---------- | ----------------------------------------------------------------- | ---------------- | ---------------------------- | -------------- | ------------------- |
| 9       | 1          | «У меня гнилой палец» «I Have a Rotten Finger»                    | Дэйзи Майер      | Алисса Наттинг и Кристина Ли | 28 апреля 2022 | TBA                 |
| 10      | 2          | «Мы теряем время» «We're Losing Time»                             | Дэйзи Майер      | Джован Робинсон              | 28 апреля 2022 | TBA                 |
| 11      | 3          | «Диана...У нас проблемы» «Diane...We're In Trouble»               | Лиза Сатриано    | Шепард Буше                  | 5 мая 2022     | TBA                 |
| 12      | 4          | «Еще один Байрон, еще одна Хейзел» «Another Byron, Another Hazel» | Натаниэль Гудман | Кристина Ли                  | 5 мая 2022     | TBA                 |
| 13      | 5          | «Ты не первая» «You're Not the First»                             | Дэйзи Майер      | Алисса Наттинг               | 12 мая 2022    | TBA                 |
| 14      | 6          | «Алиса? Ты слушаешь?» «Alice? Are You Listening?»                 | Дэйзи Майер      | Шепард Буше и Асмин Патаре   | 12 мая 2022    | TBA                 |
| 15      | 7          | «Под открытым небом» «Under Open Sky»                             | Венди Станцлер   | Кристина Ли и Асмин Патаре   | 19 мая 2022    | TBA                 |
| 16      | 8          | «Хейзел против Хейзел» «Hazel vs. Hazel»                          | Венди Станцлер   | Кристина Ли и Асмин Патаре   | 19 мая 2022    | TBA                 |

## Создание и оценки
Проект был анонсирован в июне 2019 года. Шоураннерами стали Дин Бакопулос, Кристина Ли и Патрик Соммервиль, главные роли получили Кристин Милиоти, Билли Магнуссен и Рэй Романо. Премьера сериала состоялась 1 апреля 2021 года на HBO Max. Позже сериал был продлён на второй сезон, показ которого проходил с 28 апреля по 19 мая 2022 года.
На сайте-агрегаторе обзоров Rotten Tomatoes рейтинг первого сезона составил 94 % при средней оценке 7,2 из 10. Рецензенты с этого ресурса признали главными достоинствами сериала игру Кристин Милиоти и то, как авторы высмеивают «эпоху цифровизации». На сайте Metacritic первый сезон получил 68 баллов из 100, что указывает на «в целом положительные отзывы». Нина Метц из Chicago Tribune оценила «Игрушку для взрослых» на 3,5 балла из 4 и сочла её «дерзко−завораживающей, одновременно сардонической и глубоко тревожной». Бен Трэверс из IndieWire поставил сериалу оценку «В».
Обозреватель «Фильм.ру» Настасья Горбачевская констатировала, что на уровне сюжета у зрителей могут возникнуть ассоциации с «Чёрным зеркалом». При этом она уверена: в отличие от этого сериала, «„Игрушка для взрослых“ напрочь лишена тягостной интонации грядущего техноапокалипсиса и осуждающей многозначительности прогнозов». Горбачевская высоко оценила сюжет (сериал представляет собой, по её словам, «крайне динамичное жанровое действо») и «сумасшедшую энергетику» Милиоти.